# Jugoslavia ai Giochi della XXVII Olimpiade
La Jugoslavia partecipò ai Giochi della XXVII Olimpiade, svoltisi a Sydney, Australia, dal 15 settembre al 1º ottobre 2000, con una delegazione di 109 atleti impegnati in quattordici discipline.

## Medaglie
| Medaglia | Atleta     | Sport      | Evento          |
| -------- | ---------- | ---------- | --------------- |
| Bronzo   | Jugoslavia | Pallanuoto | Torneo maschile |

## Risultati

### Pallacanestro
- Uomini

| Atleta | Classifica |
| --- | ---------- |
| V · D · M Nazionale jugoslava - Pallacanestro ai Giochi della XXVII Olimpiade - Torneo maschile 4 Bodiroga · 5 Danilović · 6 S. Obradović · 7 Rakočević · 8 Stojaković · 9 Šćepanović · 10 Lukovski · 11 Rebrača · 12 Tarlać · 13 Drobnjak · 14 Tomašević · 15 Jestratijević · All. Željko Obradović | 6°         |
| Nazionale jugoslava - Pallacanestro ai Giochi della XXVII Olimpiade - Torneo maschile |            |
| 4 Bodiroga · 5 Danilović · 6 S. Obradović · 7 Rakočević · 8 Stojaković · 9 Šćepanović · 10 Lukovski · 11 Rebrača · 12 Tarlać · 13 Drobnjak · 14 Tomašević · 15 Jestratijević · All. Željko Obradović                                                                                                 |            |

### Pallanuoto
| Atleta | Classifica |                       |
| --- | --- | --------------------- |
| V · D · M Nazionale maschile jugoslava di pallanuoto · Giochi olimpici - Sydney 2000 Zimonjić · Vasović · Vujasinović · Vukanić · Šoštar · Trbojević · Uskoković · Kuljača · Šapić · Savić · Ćirić · Ikodinović · Jelenić · CT : Nenad Manojlović | Bronzo |                       |
| Nazionale maschile jugoslava di pallanuoto · Giochi olimpici - Sydney 2000 | |                       |
| Zimonjić · Vasović · Vujasinović · Vukanić · Šoštar · Trbojević · Uskoković · Kuljača · Šapić · Savić · Ćirić · Ikodinović · Jelenić · CT: Nenad Manojlović                                                                                       | Zimonjić · Vasović · Vujasinović · Vukanić · Šoštar · Trbojević · Uskoković · Kuljača · Šapić · Savić · Ćirić · Ikodinović · Jelenić · CT: Nenad Manojlović | Jugoslavia (bandiera) |